# Eparquía de Kalyan
La eparquía de Kalyan (en latín: Eparchia Callianensis y en inglés: Syro-Malabar Catholic Eparchy of Kalyan) es una circunscripción eclesiástica de la Iglesia católica en India. Se trata de una eparquía siro-malabar sufragánea de la arquidiócesis de Bombay. Desde el 11 de noviembre de 1996 su eparca es Thomas Elavanal, de la Congregación Misionera del Santísimo Sacramento.

## Territorio y organización
La eparquía extiende su jurisdicción sobre todos los fieles siro-malabares residentes en las divisiones de: Konkan, Pune y Nashik en el estado de Maharashtra. Lo que se corresponde con los territorios de la arquidiócesis de Bombay y de las diócesis de Vasai, Poona, Nashik y Sindhudurg.
La sede de la eparquía se encuentra en la ciudad de Kalyan, en donde se halla la Catedral de Santo Tomás.
En 2021 en la eparquía existían 101 parroquias.

## Historia
El 21 de agosto de 1976 a petición del arzobispo de Bombay llegaron 4 sacerdotes siro-malabares para asistir a los fieles de ese rito en la arquidiócesis de Bombay.
El 8 de septiembre de 1978 el papa Juan Pablo II nombró al cardenal archieparca de Changanacherry, Antonio Padiyara, como visitador apostólico para estudiar la situación de los siro-malabares en el área de Bombay.
Aunque la erección de la eparquía fue anunciada el 19 de mayo de 1988, fue erigida el 30 de abril de 1988 con la bula Pro Christifidelibus del papa Juan Pablo II, separando a los fieles siro-malabares de las ciudades metropolitanas de Bombay, Pune y Nashik en el territorio de 5 diócesis latinas.

Pro Christifidelibus in regione Mombayensi-Poonensi-Nashikensi frequentioribus factis probe novimus per Apostolicas Litteras, qual superiore anno ad Indiae Venerabiles in episcopatu Fratres die XXVIII mensis Maii dedimus, aperte Nos ipsos statuisse novam ritus syromalabarensis Eparchiam illic iam nunc condendam esse. Probatum enim morem sequimur huius Sanctae Sedis, quae, ut plane constat, etiam Eparchias hic illic constituere consuevit constitutasque ita tuetur, ut et in servando ritu eis sit auxilio. Qui, igitur, vehementer cupimus ut Ecclesia Syro Malabarensis quam maxime provehatur prospereque ritus eius colatur, Nos de consilio Congregationis pro Ecclesiis Orientalibus Nobiscum hodie collato deque plenitudine Apostolicae potestatis Nostrae necnon harum Litterarum virtute novam in regione quam diximus pro Christifidelibus ritus syro-malabarensis Eparchiam nomine Callianensem condimus eiusque constitutionem lege sancimus, cuius ipsius sedes, una cum Ecclesia Cathedrali, ipsa in urbe « Kalyan » erit. Primusque proinde eiusmodi Ecclesiae particularis sacrorum Antistes ac Pastor hac ipsa die eligitur quidem, altaris tamen Litteris Nostris. Qui demum haec ita iubentes statuimus, Apostolicas ipsas has Litteras et hoc tempore et in posterum ratas esse volumus, quibuslibet contrariis rebus minime obfuturis.

## Estadísticas
Según el Anuario Pontificio 2022 la eparquía tenía a fines de 2021 un total de 66 900 fieles bautizados.
| Año                                                                             | Población            | Población | Población      | Sacerdotes | Sacerdotes    | Sacerdotes    | Bautizados por sacerdote | Diáconos permanentes | Religiosos | Religiosos | Parroquias |
| Año                                                                             | Bautizados católicos | Total     | % de católicos | Total      | Clero secular | Clero regular | Bautizados por sacerdote | Diáconos permanentes | Varones    | Mujeres    | Parroquias |
| ------------------------------------------------------------------------------- | -------------------- | --------- | -------------- | ---------- | ------------- | ------------- | ------------------------ | -------------------- | ---------- | ---------- | ---------- |
| 1990                                                                            | 100 000              | ?         | ?              | 34         | 14            | 20            | 2941                     |                      | 20         | 48         |            |
| 1999                                                                            | 100 000              | ?         | ?              | 106        | 36            | 70            | 943                      |                      | 90         | 203        | 58         |
| 2000                                                                            | 100 000              | ?         | ?              | 108        | 35            | 73            | 925                      |                      | 93         | 245        | 77         |
| 2001                                                                            | 100 000              | ?         | ?              | 112        | 36            | 76            | 892                      |                      | 96         | 210        | 77         |
| 2002                                                                            | 100 000              | ?         | ?              | 122        | 37            | 85            | 819                      |                      | 105        | 245        | 142        |
| 2003                                                                            | 100 000              | ?         | ?              | 135        | 37            | 98            | 740                      |                      | 98         | 250        | 133        |
| 2004                                                                            | 100 000              | ?         | ?              | 132        | 42            | 90            | 757                      |                      | 100        | 250        | 132        |
| 2006                                                                            | 100 000              | ?         | ?              | 146        | 51            | 95            | 684                      |                      | 105        | 267        | 100        |
| 2009                                                                            | 100 000              | ?         | ?              | 141        | 54            | 87            | 709                      |                      | 97         | 285        | 106        |
| 2011                                                                            | 85 000               | ?         | ?              | 178        | 132           | 46            | 477                      |                      | 75         | 361        | 106        |
| 2013                                                                            | 85 000               | ?         | ?              | 173        | 65            | 108           | 491                      |                      | 128        | 359        | 106        |
| 2016                                                                            | 65 000               | ?         | ?              | 180        | 70            | 110           | 361                      |                      | 130        | 375        | 113        |
| 2019                                                                            | 65 499               |           |                | 195        | 92            | 103           | 335                      |                      | 123        | 365        | 102        |
| 2021                                                                            | 66 900               | ?         | ?              | 176        | 73            | 103           | 380                      |                      | 123        | 365        | 101        |
| Fuente: Catholic-Hierarchy, que a su vez toma los datos del Anuario Pontificio. |                      |           |                |            |               |               |                          |                      |            |            |            |

## Episcopologio
- Paul Chittilapilly (30 de abril de 1988-11 de noviembre de 1996 nombrado eparca de Thamarasserry)
- Thomas Elavanal, M.C.B.S., desde el 11 de noviembre de 1996[4]